# Championnat de Belgique féminin de football 1983-1984
 (novembre 2024).
Si vous disposez d'ouvrages ou d'articles de référence ou si vous connaissez des sites web de qualité traitant du thème abordé ici, merci de compléter l'article en donnant les références utiles à sa vérifiabilité et en les liant à la section « Notes et références ».
Navigation
Saison précédente Saison suivante
Le championnat de Belgique féminin de football 1983-1984 est la 13e édition du championnat de première division belge de football féminin. Il se dispute lors de la saison 1983-1984. 
Ce championnat est disputé par quatorze équipes. Il est remporté par le Standard Fémina de Liège, c'est le 5e titre pour les Liégeoises.

## Classement
| Rang | Équipe                   | Pts | J  | G  | N | P  | Bp  | Bc  | Diff |
| ---- | ------------------------ | --- | -- | -- | - | -- | --- | --- | ---- |
| 1    | Standard Fémina de Liège | 45  | 26 | 21 | 3 | 2  | 79  | 21  | +58  |
| 2    | RWD Herentals            | 41  | 26 | 19 | 3 | 4  | 100 | 28  | +72  |
| 3    | Herk Sport               | 38  | 26 | 17 | 4 | 5  | 51  | 20  | +31  |
| 4    | Brussel Dames 71         | 37  | 26 | 17 | 3 | 6  | 64  | 25  | +39  |
| 5    | Astrio Begijnendijk      | 29  | 26 | 11 | 7 | 8  | 47  | 33  | +14  |
| 6    | DVK Gand                 | 28  | 26 | 12 | 4 | 10 | 46  | 45  | +1   |
| 7    | KSV Cercle Bruges        | 27  | 26 | 11 | 5 | 10 | 65  | 47  | +18  |
| 8    | Lady's Scherpenheuvel    | 24  | 26 | 10 | 4 | 12 | 47  | 44  | +3   |
| 9    | Eva's Kumtich            | 23  | 26 | 10 | 3 | 13 | 52  | 52  | 0    |
| 10   | SK Beerse                | 22  | 26 | 10 | 2 | 14 | 51  | 62  | -11  |
| 11   | Kamillekes Alost         | 21  | 26 | 9  | 3 | 14 | 45  | 67  | -22  |
| 12   | DV Borgloon              | 15  | 26 | 4  | 7 | 15 | 30  | 60  | -30  |
| 13   | Elen Standard            | 10  | 26 | 2  | 6 | 18 | 25  | 55  | -30  |
| 14   | Gosselies Sport          | 4   | 26 | 0  | 4 | 22 | 2   | 146 | -144 |